# Rosie Nix Adams
Rozanna "Rosie" Nix-Adams, född 13 juli 1958 i Madison, Tennessee, död 24 oktober 2003 i Clarksville, Montgomery County, Tennessee, var en amerikansk sångerska och låtskrivare, dotter till June Carter Cash och Edwin "Rip" Nix och styvdotter till sångaren Johnny Cash. Hon var gift med Philip Adams.
Rosie medverkade som bakgrundssångare i The Johnny Cash Show, som sändes på ABC från 1969 till 1971. Hon sjöng även med The Carter Family, David Gray och Slim Whitman. På låten Father and Daughter (omgjord version av Cat Stevens låt Father and Son) sjunger hon duett med Johnny Cash.

## Död
Rosie Nix-Adams hittades död tillsammans med bluegrass-musikern Jimmy Campbell på en buss i Montgomery County, Tennessee den 24 oktober 2003 med oavsiktlig koloxidförgiftning från de sex propanvärmare som användes utan ventilation i bussen. Hon begravdes i Hendersonville Memory Gardens i Hendersonville, Tennessee, nära sin mor och sin styvfar som  dog samma år. En av hennes systrar (halvsyster) är den kända countryartisten Carlene Carter.